# Жибоу
Жибоу (рум. Jibou) — місто у повіті Селаж в Румунії. Адміністративно місту підпорядковані такі села (дані про населення за 2002 рік):
- Вар (503 особи)
- Кучеу (506 осіб)
- Рона (371 особа)
- Хусія (294 особи)

Місто розташоване на відстані 382 км на північний захід від Бухареста, 17 км на північний схід від Залеу, 59 км на північний захід від Клуж-Напоки.

## Населення
За даними перепису населення 2002 року у місті проживали 11 306 осіб.
Національний склад населення міста:
| Національність | Кількість осіб | Відсоток |
| -------------- | -------------- | -------- |
| румуни         | 9181           | 81,2%    |
| угорці         | 1503           | 13,3%    |
| цигани         | 603            | 5,3%     |
| німці          | 7              | 0,1%     |
| українці       | 3              | < 0,1%   |
| словаки        | 2              | < 0,1%   |
| євреї          | 2              | < 0,1%   |
| поляки         | 1              | < 0,1%   |
| італійці       | 1              | < 0,1%   |

Рідною мовою назвали:
| Мова             | Кількість осіб | Відсоток |
| ---------------- | -------------- | -------- |
| румунська        | 9277           | 82,1%    |
| угорська         | 1474           | 13,0%    |
| циганська        | 543            | 4,8%     |
| німецька         | 5              | < 0,1%   |
| українська       | 2              | < 0,1%   |
| словацька        | 1              | < 0,1%   |
| єврейська (їдиш) | 1              | < 0,1%   |
| італійська       | 1              | < 0,1%   |

Склад населення міста за віросповіданням:
| Релігія            | Кількість осіб | Відсоток |
| ------------------ | -------------- | -------- |
| православні        | 8044           | 71,1%    |
| реформати          | 1520           | 13,4%    |
| п'ятдесятники      | 560            | 5,0%     |
| баптисти           | 500            | 4,4%     |
| греко-католики     | 175            | 1,5%     |
| римо-католики      | 162            | 1,4%     |
| адвентисти         | 12             | 0,1%     |
| бретрени           | 8              | 0,1%     |
| не релігійні       | 6              | 0,1%     |
| старообрядці       | 4              | < 0,1%   |
| лютерани           | 3              | < 0,1%   |
| юдеї               | 3              | < 0,1%   |
| мусульмани         | 2              | < 0,1%   |
| атеїсти            | 2              | < 0,1%   |
| унітарії           | 1              | < 0,1%   |
| не вказали релігію | 13             | 0,1%     |

## Зовнішні посилання
- Дані про місто Жибоу на сайті Ghidul Primăriilor [Архівовано 2 квітня 2012 у Wayback Machine.]